# Wenn die Musi spielt
Wenn die Musi spielt ist eine live ausgestrahlte Unterhaltungssendung im öffentlich-rechtlichen Fernsehen mit Volks- und Schlagermusik als Schwerpunkt. Die Veranstaltung wird seit 1996 in der österreichischen Gemeinde Bad Kleinkirchheim organisiert. Die Sendung ist eine Koproduktion im Rahmen der Eurovision und vertreten durch Sänger und Bands aus Österreich, der Schweiz und Deutschland. Produzent ist der ORF in Zusammenarbeit mit dem ZDF (bis 2012) bzw. MDR (seit 2013). Bis 2011 beteiligte sich zudem das SF an der Veranstaltung.

## Sommer Open Air
Seit 1996 findet in St. Oswald das von Otto Lobenwein ins Leben gerufene Sommer Open Air Wenn die Musi spielt statt. In der Woche vor dem Sommer Open Air werden täglich geführten Wanderungen organisiert, bei der sich jeweils eine bekannte Volksmusikgruppe beteiligt. Ferner werden auch „Off-air“-Aktivitäten angeboten, wie beispielsweise der Frühschoppen am Sonntag nach der Livesendung. Die Sendung wird live im ORF ausgestrahlt. Nach Angaben der Kärntner Landesregierung gebe es allein durch das Sommer Open Air rund 15.000 zusätzliche Nächtigungen, die Winterausgabe bringe weitere 5.000 Nächtigungen in die Region.
Das für 2020 vorgesehene 25-jährige Sommer Open Air Jubiläum wurde aufgrund der COVID-19-Pandemie auf 2022 verschoben. Im Fernsehen wurde stattdessen am 11. Juli 2020 ein Best of mit Zusammenschnitten aus den vergangenen 25 Jahren gezeigt.

### Zwischenfälle
Die Übertragung am 26. Juli 2014 wurde nach etwa 80 Minuten wegen eines teilweisen Stromausfalls im Bereich einer Trafostation der KNG-Kärnten Netz GmbH abgebrochen. Da eine sofortige Behebung des Fehlers durch die Mitarbeiter der KNG nicht möglich war, wurde die ORF-Sendung nach einer kurzen Unterbrechung mit dem Mitschnitt der am Vortag aufgezeichneten Generalprobe des Wenn die Musi spielt-Open-Airs fortgesetzt. Im MDR Fernsehen lief zunächst die Aufzeichnung aus dem vergangenen Jahr, ehe nach ca. zehn Minuten ebenfalls auf die Generalprobe geschaltet wurde.

## Winter Open Air
Seit 2003 findet jedes Jahr auch ein Winter Open Air von Wenn die Musi spielt statt. Das Programm ist dem Sommer Open Air sehr ähnlich und es finden auch kleinere Veranstaltungen (ebenfalls „off Air“) statt, manche ebenfalls mit musikalischer Begleitung. Die Winterausgabe der Sendung bringt etwa ein Drittel der Einnahmen des Sommer Open Airs in die Kassen. Im Unterschied zur Sommer-Veranstaltung befindet sich das Festival-Gelände im Winter im Bad Kleinkirchheimer Tal zwischen der Talstation der Kaiserburgbahn und dem Römerbad.
Das für 2021 geplante Winter Open Air wurde wegen der COVID-19-Pandemie abgesagt. Stattdessen wurde ein Winterspecial ohne Publikum in einem Gasthof in Bad Kleinkirchheim aufgezeichnet, das am 23. Januar 2021 ausgestrahlt wurde und in dem auch Ausschnitte aus den vergangenen Jahren gezeigt wurden.